# Afzal Khan
Muhammad Afzal Khan o Muhammad Afdal Khan (1811-1867) fou emir de l'Afganistan. Era fill de Dost Muhammad Khan.
Sota el seu pare fou governador de Zormat, al sud de Kabul, i el 1849 de les províncies del nord amb capital a Balkh; com que aquesta ciutat estava en ruïnes va construir una nova ciutat anomenada Takta-pol a l'est de l'antiga ciutadella. Va retornar a Kabul el 1854 i va deixar com a governador delegat al seu fill Abd al-Rahman Khan. Va combatre els rebels del districte de Kataghan i les ciutats de Talikan, Baghlan i Andarab, juntament amb el seu germà Muhammad Azam Khan, i els va derrotar, però Mir Atalik va resistir amb una força important a Rostak i Kulab i no fou derrotat fins al 1859 pel fill Abd al-Rahman.
A la mort de Dost Muhammad a Herat el 9 de juny de 1863 el seu fill Shir Ali es va proclamar emir en aquesta ciutat i va avançar cap a Čārīkār intentant dominar les províncies al nord de l'Hindu Kush. Afzal va avançar cap a Kabul amb una força nombrosa però fou derrotat per Shir Ali en una batalla a la vall de Badjgah, a la part nord de la cadena muntanyosa. Shir Ali es va apoderar de Balkh i va fer presoner a Afzal Khan al que es va emportar cap a Kabul.
Shir Ali no va regnar gaire temps i Azam Khan i Abd al-Rahman van ocupar Kabul el juny de 1866 i van alliberar a Afzal (presoner a Gazni) al que van instal·lar com emir a Kabul.
Va morir de colera a Kabul el 7 d'octubre de 1867.